# Hrsovo
Hrsovo falu Horvátországban Kapronca-Kőrös megyében. Közigazgatásilag Sveti Ivan Žabnóhoz  tartozik.

## Fekvése
Kőröstől 15 km-re, községközpontjától 7 km-re délkeletre fekszik.

## Története
A települést 1326-ban még "Herzona" néven említik először. A határában elterülő erdő területén egykor nemesi kúria állt. Az 1495 és 1520 közötti adóösszeírások szerint a falu hét portáig adózott. Birtokosai közül a Tompa családot már 1463-ban említik Egy 1628-as oklevél szerint a Tompa család birtokán ekkora már szerbek telepedtek le. A dokumentum a települést "Horzowa" néven említi. Egy részét a 16. században Kerecsényi Pál vásárolta meg.
1857-ben 148, 1910-ben 254 lakosa volt. Trianonig Belovár-Kőrös vármegye Körösi járásához tartozott. 2001-ben 256 lakosa volt.

## Külső hivatkozások
A község hivatalos oldala